# Jean-Joseph Jacotot
Jean-Joseph Jacotot (Dijon, Borgonya, 4 de març de 1770 - París, 30 de juliol de 1840), Va ésser un pedagog i polític francès, el qual va crear el mètode educatiu que duu el seu nom.

## Biografia
Fill d'una en una família d'artesans, era el més gran d'onze fills. El seu avi fuster, observat les seves aptituds i capacitats, decidí finançar la seva educació. De primer a les escoles dels Germans de les Escoles Cristianes i posteriorment al col·legi dels jesuïtes on rebé una formació clàssica. Allà aprèn fàcilment i és un alumne brillant. Amb catorze anys, es va convertir en professor substitut al seu col·legi. Seguí estudis universitaris i fou doctor en lletres i professor d’humanitats als dinou anys. Posteriorment es llicencià i doctorà en Dret. Profunditzà en l'estudi de les matemàtiques i es doctorà en aquesta disciplina. Es dedicà a ensenyar retòrica i llatí entre 1789 i 1791.
Jean-Joseph Jacotot participà activament de les transformacions polítiques del seu temps tot compartint els objectius d'igualtat i emancipació personal que enarborava la Revolució Francesa. El 1788, amb l'objectiu de defensar els principis igualitaris va organitzar la Federació de la Joventut de Dijon. També a Bretanya i altres contrades. El 1792, Jacotot, deixant de banda temporalment a les seves funcions docents, es va incorporar a una companyia  del batalló Côte d'Or com a artiller voluntari, on va ser elegit capità pels vots dels seus companys d'armes. La seva companyia és enviada a lluitar a Bèlgica amb l'exèrcit del nord. ,El 1793 és instructor per a la fabricació i manipulació d'explosius.
El 1795 retornà a Dijon, on s'incorporà a l'Escola Central com a professor de llatí, matemàtiques i dret. En temps del govern de Napoleó Bonaparte és nomenat secretari del ministre de la Guerra. Més tard esdevé fundador i subdirector de l'École Polytechnique de París. Retornat Napoleó del seu primer exili a Elba, durant el Govern dels Cent Dies, és elegit diputat de la Cambra de Representants. Després del fracàs del retorn de Napoleó i per fugir de la repressió, abandona França anant cap a Bèlgica el país d'origen de la seva dona. Allà el rei Guillem I dels Països Baixos el va nomenar lector de parla francesa a la Universitat estatal de Lovaina. Durant aquest exili Joseph Jacotot esdevenir un pedagog d'idees singulars. Són anys en què es dedicà a difondre el que anomenà l'Educació universal, que es basava en el principi de la "igualtat d'intel·ligència" de tota persona. Proposta didàctica, no absenta de polèmica, que adquirí gran popularitat.
A partir de 1820 els plantejaments pedagògics de Jacotot prenen gran volada i són adoptats per diversos centres educatius dedicats la formació dels joves tant als Països Baixos com a França. El 1827, el mateix Guillem I va proposar a Jacotot d'experimentar el seu mètode a les escoles militars que formaven els oficials de l'exercit dels Països Baixos. Alhora que sorgien en força les polèmiques entre jacotistes i antijacotistes en bona part unides al conflicte lingüístic que vivia aquell reialme en aquella època. El 1830, la Revolució i la Monarquia de Juliol es consoliden a França i aquest nou règim més liberal propicia el retorn de Jacotot al seu país. Les seves idees educatives no encaixen gaire en el nou estat francès que es dota d'una forta i centralista política educativa acomboiada pel ministre d'Instrucció Pública François Guizot i pel seu assessor Paul Lorrain, declaradament contrari al mètode de Jacotot. El qual residí a Valenciennes, abans d’establir-se a París el 1838, on va morir a París el 30 de juliol de 1840.
En aquest context polític oposat als seus principis pedagògics, Jacotot proclamà la seva hostilitat cap a qualsevol idea d'institucionalitzar l' Ensenyament universal pel perill que comportava de desvirtuar i fossilitzar el seu mètode. Aquest posicionament, el context polític oposat i les disputes entre els seus seguidors van contribuir al fet que l'obra de Jacotot caigués gradualment en l'oblit després de la seva mort.
Contemporani de Nicolas de Condorcet i d'altres formuladors de l'escola republicana que va consolidar Jules Ferry, Joseph Jacotot va proposar un projecte pedagògic i, per tant també polític, ben diferent de l'oficial ja que el seu es fonamentava en l'axioma de les "intel·ligències d'igualtat".

## El mètode Jacotot
La guspira que portà a Jacotot a elaborar el seu mètode fou la capacitat dels seus alumnes de Lovaina, de parla flamenca, d'aprendre francès per ells mateixos i sense el seu ajut ja que sols parlava francès. A partir d'una edició bilingüe del Telèmac de François Fénelon. Fonamentant-se en aquesta experiència, Jacotot plantejà un mètode d'aprenentatge ben oposat al mètode clàssic. Basat en la capacitat de l'alumne, d'aprendre per ell mateix i no pas en la situació del mestre que transmet els seus coneixements a l'alumnat. Una educació basada en una relació ben diferent entre mestre i aprenent, ara basada en l'emancipació. En aquesta situació una intel·ligència només s'obeeix a ella mateixa, fins i tot quan la voluntat obeeix a una altra voluntat.
Pretén fer del seu sistema d'Ensenyament universal una palanca de l'emancipació intel·lectual. Afirmant que el mestre ha de ser ignorant del que ensenya, que totes les intel·ligències són iguals i que "tot està en tot". Advertint que les institucions educatives són inútils, fins i tot nocives. L'ensenyament té com a objectiu principal assenyalar el camí per saber instruir-se per un mateix.

## L'educació de la dona
Cal assenyalar que les idees emancipatòries i igualitàries de Jacotot enfortien el dret a l'educació de les noies i dones. El principi d'igualtat d'intel·ligència que defensava el pedagog de Borgonya afavoria i reforçava la demanda de donar educació a totes les dones. Ja que afirmava que perquè tots som iguals per naturalesa, tots hem de ser desiguals per circumstàncies. Aquesta naturalització de la igualtat combinada amb una desnaturalització de la desigualtat provocava el refús a les propostes de l' Ensenyament universal. Les quals eren vistes pels sectors conservadors com una subversió de l'ordre social establert.

## Obres
- Enseignement universel, Langue maternelle, (1823).
- Musique, dessin et peinture, (1824).Retrat de joventut de Jean-Joseph Jacotot per Benjamin Delapierre (1798)
- Mathématiques, (1827).
- Langues étrangères, (1828).

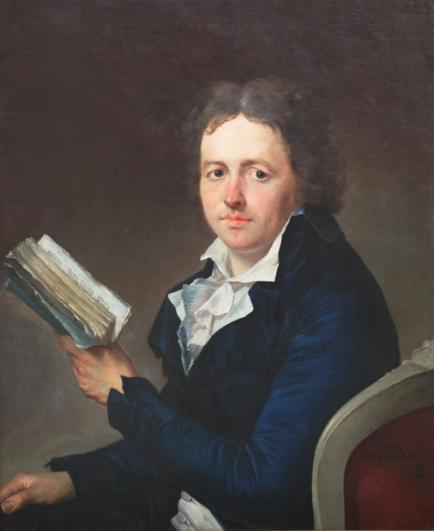
Retrat de joventut de Jean-Joseph Jacotot per Benjamin Delapierre (1798)

- Droit et philosophie panécastiques, (1837).